# Kogalymavia

Ehemaliges Logo

JSC Kogalymavia (russisch Авиакомпания Когалымавиа Awiakompanija Kogalymawia, im Außenauftritt bis Mai 2012 kurz Kolavia, ab Mai 2012 Metrojet) war eine russische Fluggesellschaft mit Sitz in Kogalym im Autonomen Kreis der Chanten und Mansen in Westsibirien. Die Fluggesellschaft führte ihren letzten regulären Linienflug im September 2011 durch und war anschließend ausschließlich im Chartergeschäft aktiv. Im Mai 2012 wurde der gesamte Außenauftritt von Kolavia in Metrojet umfirmiert. An dem Geschäft war bis 2014 auch eine russische TUI-Tochtergesellschaft beteiligt.

## Geschichte

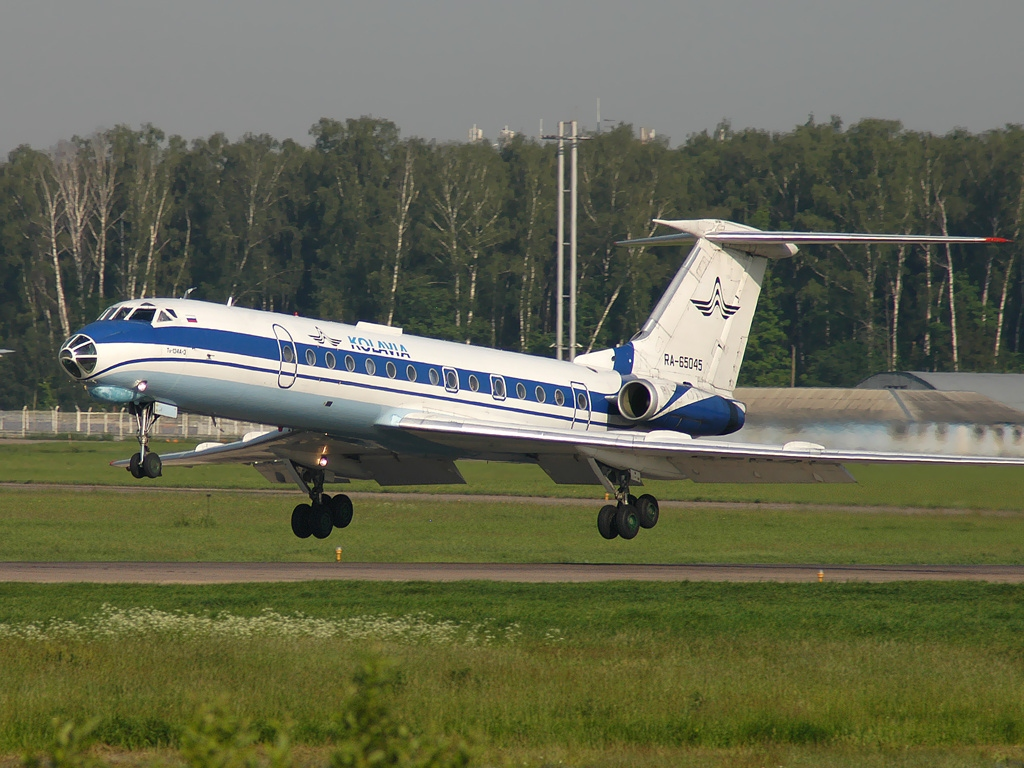
Eine Tupolew Tu-134 der Kogalymavia

Kogalymavia nahm ihren Betrieb im Mai 1993 auf. Die wichtigsten Basen waren der damals gerade erst fertiggestellte Flughafen Kogalym und der Flughafen Surgut, ein weiteres Drehkreuz bestand auf dem Flughafen Moskau-Domodedowo. 2014 unterzeichnete die Gesellschaft einen Fusionsvertrag mit Air Samara, die eine kleine Flotte von Beechcraft King Air 350i unterhielt.
Nach dem Absturz auf der Sinai-Halbinsel am 31. Oktober 2015, dem daraus folgenden Flugverbot russischer Fluggesellschaften nach Ägypten sowie dem Flugverbot in die Türkei nach dem Abschuss einer russischen Suchoi Su-24 durch die türkische Luftwaffe am 24. November 2015 fehlten der Gesellschaft die zwei wichtigsten Zielländer. Daher stellte Kogalymavia den Flugbetrieb bis auf weiteres ein.

## Flugziele
Kogalymavia flog Ziele innerhalb Russlands sowie angrenzender Staaten an, darunter Baku, Simferopol, Krasnodar, Mineralnyje Wody, Moskau und Surgut. Ab 2012 hatte sich die Gesellschaft auf das Chartergeschäft beschränkt, das vor allem von St. Petersburg und Tallinn aus durchgeführt wurde.

## Flotte

### Flotte bei Betriebseinstellung

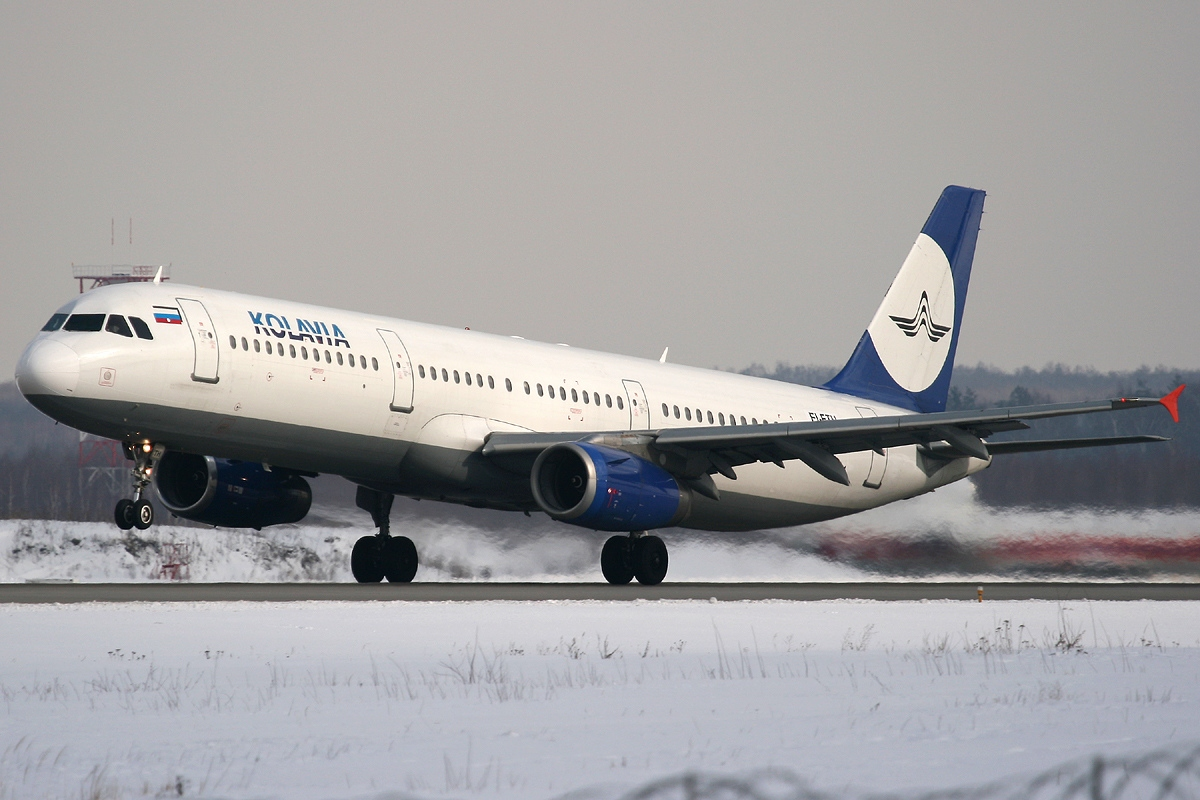
Ein Airbus A321 der Kogalymavia, baugleich mit dem 2015 abgestürzten

Mit Stand Dezember 2015 bestand die Flotte der Kogalymavia zuletzt aus sechs Flugzeugen:
- 4 Airbus A321-200
- 2 Bombardier Challenger 850 (Geschäftsreiseflugzeuge)

### Zuvor eingesetzte Flugzeuge
Zuvor wurden auch folgende Flugzeugtypen eingesetzt:
- Airbus A320
- Canadair CRJ200
- Iljuschin Il-76
- Tupolew Tu-134
- Tupolew Tu-154

## Zwischenfälle

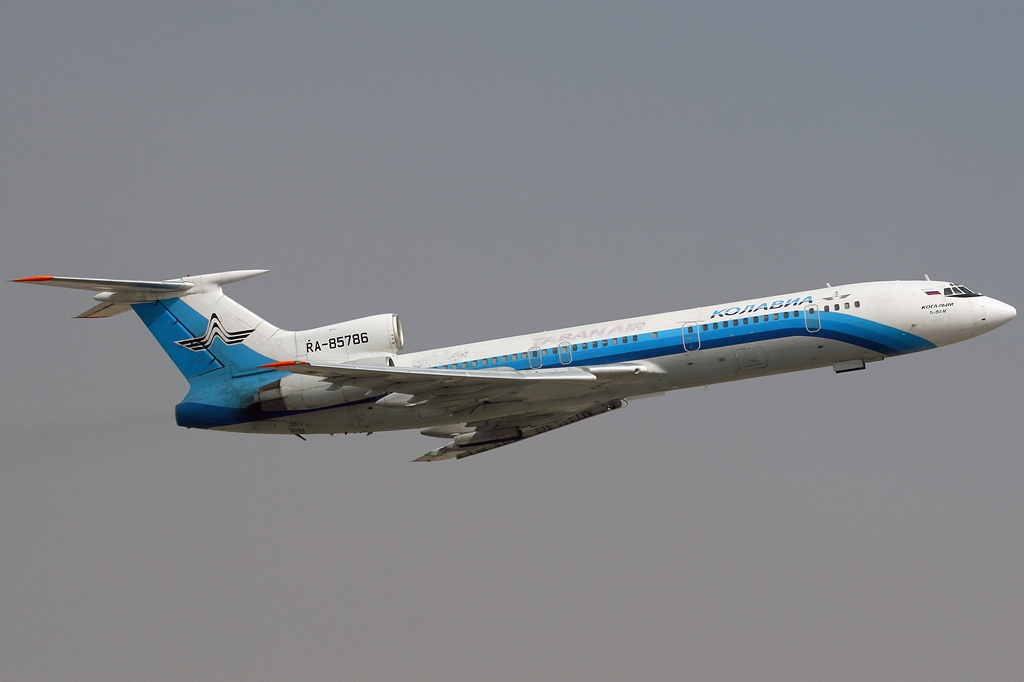
Eine Tupolew Tu-154M der Kogalymavia, baugleich mit den 2010 und 2011 verunglückten

Kogalymavia verzeichnete in ihrer Geschichte mehrere Zwischenfälle:
- Am 24. Januar 2010 wurde eine Tupolew Tu-154M der Gesellschaft (Luftfahrzeugkennzeichen RA-85787), die von der iranischen Taban Air betrieben wurde, auf dem Flughafen von Mashhad schwer beschädigt und musste abgeschrieben werden. Es entstand kein Personenschaden.[10]

- Am 1. Januar 2011 kam es auf dem Flughafen Surgut zu einem Unfall mit der Tupolew Tu-154B mit dem Kennzeichen RA-85588. Kurz vor dem Start zu Flug 348 nach Moskau fing die Maschine noch auf dem Rollfeld Feuer. Ersten Vermutungen zufolge hatte das mittlere der drei Triebwerke einen Defekt. Binnen 15 Minuten war die Maschine komplett zerstört. Es kam dabei zu drei Todesopfern sowie 43 Verletzten. Die Untersuchung ergab einen Fehler in der Elektrik als Brandursache.[11]

- Am 31. Oktober 2015 stürzte ein Airbus A321-231 mit 217 Passagieren und sieben Besatzungsmitgliedern an Bord auf dem Flug 9268 von Scharm asch-Schaich nach St. Petersburg etwa 20 Minuten nach dem Start in der Sinai-Halbinsel ab. Das Flugzeug war mit dem Kennzeichen EI-ETJ in Irland registriert und von Metrojet geleast. Alle Insassen (224 Menschen) kamen ums Leben.[12] Die terroristische Vereinigung „Islamischer Staat“ (IS) behauptete, für den Absturz verantwortlich zu sein.[13] Auch die Ermittler gehen davon aus, dass eine Bombe den Absturz verursachte. Im Januar 2016 wurde ein Techniker der Egypt Air verhaftet, der verdächtigt wurde, zusammen mit zwei Polizisten und einem Mitarbeiter der Gepäckabfertigung die Bombe an Bord der Maschine geschmuggelt zu haben.[14] Es ist der bisher schwerste Unfall eines Flugzeugs der A320-Familie.[15]